# Ufuk Ceylan
Ufuk Ceylan (* 23. Juni 1986 in Izmir) ist ein türkischer Fußballtorhüter.

## Sportlicher Werdegang
Ufuk Ceylan begann seine Karriere in der Jugendmannschaft von Altay İzmir. In der Saison 2004/2005 bekam er einen Profivertrag. Nachdem er bei Altay hervorragende Leistungen gebracht hatte, wurde der damalige Erstligist Manisaspor auf ihn aufmerksam und verpflichtete ihn zur Winterpause 2006/2007. In seiner ersten Saison war er nur zweiter Torwart, brachte es aber trotzdem zu 16 Einsätzen in der Turkcell Süper Lig. Den darauffolgenden Abstieg in die Bank Asya 1. Lig konnte er aber nicht verhindern. In der 2. Liga kam er dann aber zu mehr Einsätzen und wurde zum Stammtorhüter. Auch in der Saison 2008/2009 zeigte er gute Leistungen, welche maßgeblich für den Aufstieg waren. Kurz vor Ende der Transferperiode wechselte Ufuk zu Galatasaray Istanbul und unterschrieb einen Fünfjahresvertrag.
In der 4. Hauptrunde des türkischen Pokals 2013/14 hielt Ceylan im Elfmeterschießen gegen Gaziantep BB vier Elfmeter und sicherte damit seiner Mannschaft das Weiterkommen.
Nachdem sein Vertrag am 1. Juni 2014 mit Galatasaray Istanbul ausgelaufen war, wechselte Ceylan ablösefrei zum Aufsteiger Istanbul Başakşehir. Hier war er drei Spielzeiten lang als Ersatzkeeper tätig und zog im Sommer 2017 zum Ligarivalen Alanyaspor weiter. Zur Saison 2019/20 wechselte er innerhalb der Liga zu Yeni Malatyaspor. Im Sommer 2020 wechselte Ceylan zu Alanyaspor. Sein Vertrag wurde nach fünf Monaten aufgelöst.

## Nationalmannschaft
Ufuk Ceylan absolvierte für die türkische U-21-Auswahl sieben Spiele. Im Jahr 2009 wurde er erstmals in die türkische A-Nationalmannschaft berufen, kam jedoch nicht zum Einsatz.

## Erfolg
Manisaspor
- Meister der TFF 1. Lig und Aufstieg in die Süper Lig: 2008/09

Galatasaray Istanbul
- Türkischer Meister: 2011/12, 2012/13
- Türkischer Fußball-Supercup-Sieger: 2012, 2013
- Türkischer Pokalsieger: 2013/14

Istanbul Başakşehir
- Türkischer Vizemeister: 2016/17
- Tabellenvierter der Süper Lig: 2015/16
- Türkischer Pokalfinalist: 2016/17